# Дом на улице Терешковой, 1
Дом на улице Терешковой, 1 в Ярославле (угол ул. Суркова и ул. Терешковой) — жилой дом в стиле конструктивизма, памятник архитектуры. Был построен в 1936 году на улице Голубятной в Ярославле по проекту архитектора Юрия Боровского.
Здание имеет пять этажей, общая площадь всех помещений составляет 4758,3 квадратных метров.

## История
В 1932 году Юрий Боровский разработал проект жилого дома на улице Голубятной (ныне улица Терешковой). Здание было решено расположить на перекрёстке улиц. Это стало точкой отчёта застройки улицы Суркова. Также дом должен был быть сомасштабным соседнему зданию – корпус мужской гимназии (ныне Ярославский государственный университет). В 1936 году было завершено строительство.
В фильме «Чистое небо» (1961), который снимался в Ярославле, дом неоднократно попадал в кадр.
С 24 мая 2020 года жилой дом на улице Терешковой находится под управлением ТСЖ «Яблоня». Включён в число памятников культуры регионального значения (постановление Администрации Ярославской области от 03.09.2004 № 148).

## Архитектура дома

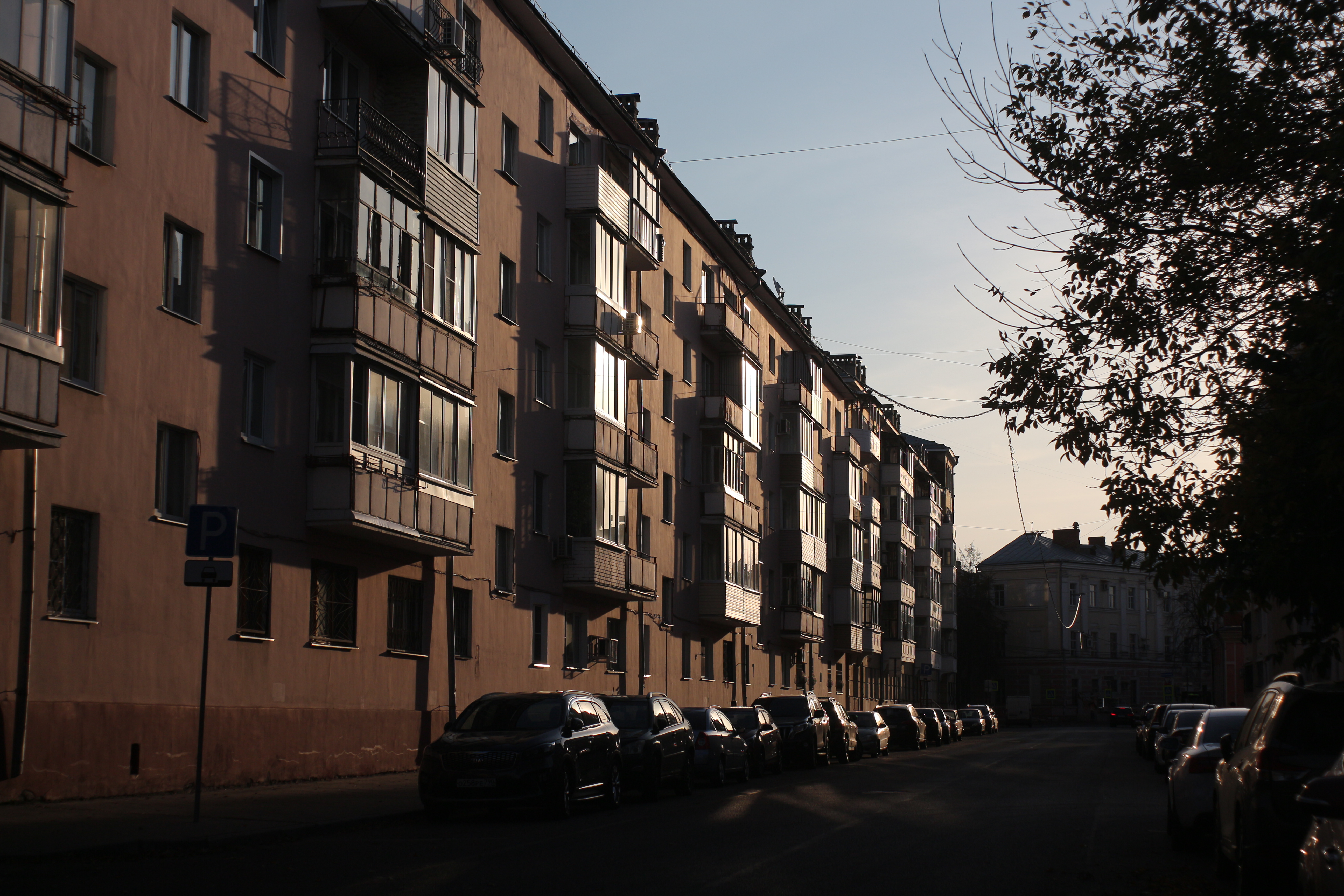
Северо-западный фасад дома со стороны ул. Суркова

Дом построен в стиле конструктивизма. Имеются лоджии на тонких прямоугольных столбах, которые чередуются с балконами на кронштейнах, окна вытянуты на всю сторону фасада. При проектировании было решено сохранить и классические детали, например: русты на первом этаже, тонкие профили обрамления окон, карнизы упрощённого профиля, делящие оштукатуренную стену на три части. В доме предусмотрено всё для комфортных условий проживания и бытовых удобств.
Здание кирпичное, перекрытия деревянные оштукатуренные. Г-образная форма, состоит из двух прямоугольных пятиэтажных секций с подвалом. Четырёхчастная и шестичастная (на боковых осях боковых секций) с неравными ячейками расстекловка окон основных этажей дворовых фасадов здания. Двупольные филёнчатые двери в проёме лицевого (северо-западного) фасада. Несущие столбы в помещениях на всех этажах.

## Репрессии 1937-1938 гг.
При сдаче дома в 1936 году директора предприятий, комсомольские и партийные аппаратчики и другие работники учреждений получили от правительства СССР квартиры в новом доме. Через год, в 1937 году, многие из жителей были репрессированы. В дальнейшем дом получил неофициальное название «дом вредителей». За год (1937-1938) были расстреляны 17 жителей дома:
- Шеханов Василий Матвеевич
- Кузнецов Константин Арсеньевич
- Лапкин Иван Андреевич
- Хлыбов Александр Васильевич
- Кац Эсфирь Эммануиловна
- Мольков Василий Никитич
- Виноградов Михаил Михайлович
- Иванов Федор Иванович
- Исаев Николай Максимович
- Громов Александр Константинович
- Луппов Александр Павлович
- Смирнова Анна Васильевна
- Ерофейкин Михаил Васильевич
- Кучин Иван Николаевич
- Плытник Давид Абрамович
- Кашканков Иван Фаддеевич
- Чернышев Павел Яковлевич